# Call of Duty: Modern Warfare II
Call of Duty: Modern Warfare II is een first-person shooter ontwikkeld door Infinity Ward en uitgegeven door Activision. Het is het negentiende spel uit de Call of Duty-serie en was op 28 oktober 2022 uit voor PlayStation 4, PlayStation 5, Windows, Battle.net, Steam, Xbox One en Xbox Series. De singleplayer-campagne werd vervroegd op 20 oktober 2022 uitgebracht.
Modern Warfare II is de opvolger van Call of Duty: Modern Warfare, een reboot van de Modern Warfare-reeks uit 2019, en bevat veel van de personages uit voorgaande spellen.
Naast de modi in Modern Warfare II werd door Infinity Ward tegelijkertijd nieuwe versie van het battle royale-spel Call of Duty: Warzone ontwikkeld. Call of Duty: Warzone 2.0 zal op 16 november uitkomen.